# Vinko Potočnik
Vinko Potočnik, slovenski teolog, sociolog, psiholog in pedagog, * 1947.
Predava na Teološki fakulteti v Ljubljani. Leta 1980 je doktoriral iz družbenih ved.
Septembra 2008 je bil imenovan v svet Katoliškega inštituta.

## Nazivi
- redni profesor za sociologijo in psihologijo (1996)
- docent (1991)
- asistent (1981)